# Massachusetts Charter

Armoiries du Royaume d'Angleterre de 1689 à 1694 utilisées conjointement par le roi Guillaume III et Marie II

La Massachusetts Charter, la Charte du Massachusetts de 1691 est un document qui a officiellement établi la province de la baie du Massachusetts. Publiée par les gouvernements de Guillaume III et de Marie II, les co-régnants du royaume d'Angleterre, la charte définissait le gouvernement de la colonie, dont les terres étaient issues de celles appartenant auparavant à la Colonie de la baie du Massachusetts, à la colonie de Plymouth et à des parties de la province de New York. Les revendications territoriales contenues dans la charte englobaient également tout le Maine actuel (dont certains avaient été revendiqués par la colonie de la baie de Massachusetts), le Nouveau-Brunswick et la Nouvelle-Écosse .
La charte a été approuvée par William et Mary le 7 octobre 1691 et a établi la loi anglaise de la colonie en nommant un gouverneur, un gouverneur adjoint et un secrétaire, qui seront élus par les membres du conseil. Il a retiré bon nombre de ses droits de l'autonomie gouvernementale dont jouissaient auparavant les autorités du Massachusetts et de Plymouth, faisant passer le pouvoir à Boston, de gouverneurs élus à des gouverneurs nommés par la loi. William et Mary ont nommé Sir William Phips au poste de gouverneur. La charte établit la liberté de culte et supprime les restrictions religieuses en matière de vote, même si les catholiques romains sont toujours désapprouvés,. Sur le plan économique, la Charte profitait aux Britanniques en réservant le droit de pêche libre aux seuls intérêts britanniques.
La Charte a renforcé le statut des villes de la colonie.